# Pleurophorus tonkinensis
Pleurophorus tonkinensis är en skalbaggsart som beskrevs av Vladimir Balthasar 1933. Pleurophorus tonkinensis ingår i släktet Pleurophorus och familjen Aphodiidae. Inga underarter finns listade i Catalogue of Life.